# Districtul Daïa Ben Dahoua
Daïa Ben Dahoua este un district din provincia Ghardaïa, Algeria.